# 貝爾蒙特 (印地安納州)
貝爾蒙特（英語：Belmont）是位於美國印地安納州布朗縣的一個非建制地區。該地的面積和人口皆未知。

## 地理
貝爾蒙特的座標為39°09′07″N 86°26′50″W / 39.15194°N 86.44722°W，而該地的平均海拔高度為175米（即574英尺）。